# Dulé Hill
Karim Dulé Hill (3 de mayo de 1975) es un actor estadounidense conocido por su papel de Alex Williams en Suits y de Burton 'Gus' Guster en Psych.

## Biografía
Dulé Hill (su primer nombre se pronuncia “diúley”) nació en East Brunswick (Nueva Jersey), el 3 de mayo de 1975 ; se crio en Sayreville y es el menor de dos hijos de pareja jamaicana. Su padre es inversor bancario y su madre educadora.
Le debe su inusual nombre a una tía a la que su madre descubrió durante un viaje a Francia y que le sugirió que retornase antes del nacimiento de su hijo.
Comenzó acudiendo a una escuela de danza cuando tenía 3 años, y obtuvo su primera oportunidad años después, cuando productores del show de Broadway "The Tap Dance Kid" llegaron a la escuela en busca de chicos bailarines que pudieran cantar y actuar para la obra. Como el vago Savion Glover en "The Tap Dance Kid", siguió camino para realizar el papel protagónico en el musical a lo largo del país con Harold Nicholas (uno de los afamados Hermanos Nicholas) durante los siguientes 16 meses. Luego apareció con Gregory Hines y Jimmy Slyde.
Obtuvo más roles en los siguientes musicales "Shenandoah", "Little Rascals", "Black & Blue" y durante su último año en la secundaria.
Hill se graduó de Sayreville War Memorial High School en 1993, y estudió finanzas empresariales en Seton Hall University y actuación en William Esper Studio. Mientras estaba en Seton Hall, aceptó un papel en CityKids de Jim Henson.
En 1985, Hill, con 10 años, interpretó un número de claqué en el teletón de la MDA. Cuando no se encontró la música para su rutina, el presentador del teletón, Jerry Lewis, ayudó a que la orquesta tocara otra canción mientras Hill actuaba. Obtuvo su tarjeta del Sindicato de Actores a los 13 años interpretando el pequeño papel de "chico de baloncesto" en la serie infantil de PBS "Ghostwriter".

## Trayectoria
Apareció en su primera película, Sugar Hill (1994), como el joven personaje interpretado por Wesley Snipes. También trabajó en diversos comerciales como el del cereal Kellogg's Corn Pops. Fue elegido como uno de los "CityKids" (1993), una serie para la mañana de los sábados producida por la compañía Jim Henson, mientras estudiaba Finanzas de Empresas en Seton Hall University.
Su siguiente trabajo fue su aparición estelar en el casting original de "Bring in Da' Noise, Bring In Da' Funk" en Broadway, en el cual se juntó de nuevo con Glover pero, como resultado, tuvo que abandonar sus estudios universitarios. Pasó dos años y medio en esa obra y logró buenas críticas de los directores de casting y luego trabajó con Freddie Prinze Jr. en el taquillero film "She's All That" (1999). Otras de sus apariciones fueron en "Cosby" (1996), "Smart Guy" (1997), y New York Undercover (1994) ; y en las películas para TV "The Ditchdigger's Daughters" (1997), "Color of Justice" (1997), y Love Songs (1999). 
En 1999, fue elegido para The West Wing como Charlie Young, el asistente personal del presidente Josiah Bartlet, interpretado por Martin Sheen. Durante la sexta temporada de la serie, Charlie se convirtió en asistente especial del jefe de gabinete. Hill interpretó a Charlie durante seis temporadas antes de abandonar la serie al comienzo de la séptima (septiembre de 2005) para protagonizar el piloto de la nueva serie de televisión Psych para USA Network, que se estrenó el 7 de julio de 2006. Sin embargo, cuando se anunció el final de The West Wing en mayo de 2006, Hill regresó para los últimos episodios de la serie.
Hill también apareció en Broadway en Stick Fly desde diciembre de 2011 hasta febrero de 2012 y en After Midnight en noviembre de 2013.
En la serie documental de PBS de 2024, The Express Way con Dulé Hill, Hill narra y participa en la exploración del arte y diversas culturas.
Fuera del set, le encanta bailar tap, jugar a los bolos, al paint-ball y a Monopoly. Se considera fan acérrimo de Los Angeles Lakers. Viaja mucho a Jamaica para ver a sus familiares.

## Filmografía
- The Wonder Years (2021-2023) como Bill Williams
- Hypnotic (2021) como Detective Wade Rollins
- Suits (2017-2019) como Alex Williams
- Doubt (serie de televisión) (2017) como Albert Cobb
- Sleight (2016) como Angelo
- Psych (2006-2014) como Burton 'Gus' Guster
- Remarkable Power (2008) como Reggie
- Hellion, el ángel caído (2007) como el detective Miles
- Independent Lens (1 episodio, 2007) como Billy Strayhorn
- The Guardian (2006) como Ken Weatherly
- The West Wing (1999-2006) como Charlie Young
- The Numbers (2005) como Brady
- Edmond (2005) como Sharper
- Sexual Life (2005) como Jerry
- 10.5 (2004, TV) como el Dr. Owen Hunter
- Holes (2003) como Sam the Onion Man
- Men of Honor (2000) como Red Tail
- Chicken Soup for the Soul (1 episodio, 1999)
- Love Songs (1999, TV) como Leroy (segmento "A Love Song for Dad")
- She's All That (1999) como Preston
- The Jamie Fox Show (1 episodio, 1999) como bailarín de Tap
- Smart Guy (1 episodio, 1998) como Calvin Tierney
- Cosby (1 episodio, 1997) como Marcus
- Color of Justice (1997, TV) como Kameel
- The Ditchdigger's Daughters (1997, TV) como Young Donald
- New York News (1 episodio, 1995) como Raymond Gates
- All My Children (1 episodio, 1995) como Simon
- New York (1 episodio, 1995) Undercover como George
- Sugar Hill (1994) como Roemello Skuggs (a los 17)
- American Playhouse (1 episodio, 1993)
- CityKids (1993, serie) como John
- Ghostwriter (1 episodio, 1992) como el jugador de baloncesto
- Good Old Boy: A Delta Boyhood (1988) como Robert E. Lee